# Mallos blandus
Espèce
Mallos blandus est une espèce d'araignées aranéomorphes de la famille des Dictynidae.

## Distribution
Cette espèce est endémique des États-Unis. Elle se rencontre au Nouveau-Mexique dans le comté d'Eddy et au Texas dans le parc national des Guadalupe Mountains entre 1 200 et 2 000 m d'altitude,.

## Description
La femelle holotype mesure 5,25 mm, sa carapace mesure 2,00 mm de long sur 1,65 mm de large et son abdomen 3,35 mm de long sur 2,65 mm de large.
Les mâles mesurent de 3,44 à 3,72 mm et les femelles de 2,08 à 5,31 mm.

## Publication originale
- Chamberlin & Gertsch, 1958 : The spider family Dictynidae in America north of Mexico. Bulletin of the American Museum of Natural History, no 116, p. 1-152 (texte intégral).